# Saison 3 du Disney Club
Chronologie
Saison 2 Saison 4
Voici le détail de la troisième saison de l'émission Disney Club diffusée sur TF1 du 1er septembre 1991 au 30 août 1992. Cette saison est principalement caractérisée par la programmation d'une émission dérivée le mercredi matin et pour avoir préparé, promu et couvert l'ouverture d'Euro Disney, pour laquelle eut lieu une émission spéciale, à l'instar de Disney Parade, le lendemain matin, dimanche 12 avril 1992. L'émission du Disney Club Mercredi ne fut pas diffusée durant la période des vacances scolaires de l'été 1992, du mercredi 8 juillet 1992 au mercredi 26 août 1992.
Du fait qu'il s'agisse de la première saison à supprimer la case horaire des séries avec acteurs et à avoir instauré le Disney Club Mercredi, elle est classée dans la période de l'Âge d'or.

## Animateurs et Fiche technique

### Les Animateurs
Les noms en rouge sont ceux du Trio infernal, les trois animateurs d'origine.
- Julie
- Philippe
- Nicolas

## Reportages, rubriques et invités

### Les reportages

#### Dimanche matin
| Date                         | Reportage no 1 | Reportage no 2 | Invité                                                                            |
| ---------------------------- | --- | --- | --------------------------------------------------------------------------------- |
| dimanche 1er septembre 1991, | Julie, Philippe et Nicolas visitent la statue de la Liberté | Philippe fait trampoline aux Menuires | Eric Berthon, champion de Ski de bosses                                           |
| dimanche 8 septembre 1991,   | Julie, Philippe et Nicolas se promène dans Central Park à cheval | Julie, Philippe et Nicolas font du Canyonisme aux Menuires | Pierre-Jean Cherer et Denis Cherer                                                |
| dimanche 15 septembre 1991,  | Julie fait découvrir l'immense maquette du Parc à l'Espace Euro Disney | Julie, Nicolas et Philippe s'essaient à la luge d'été aux Menuires | Philippe Monneret vainqueur des 24 Heures du Mans à Moto en 1991                  |
| dimanche 22 septembre 1991   | Le deltaplane aux États-Unis | La tradition des villages en France |                                                                                   |
| dimanche 29 septembre 1991,  | La visite des futurs hôtels d'EuroDisney | La fabrication du pain | Valérie Salles, championne du monde de funboard                                   |
| dimanche 6 octobre 1991,     | A Disney World, Julie visite Donaldville en compagnie de Donald | Nicolas participe à démonstration de 4×4 sur le Parvis de la Défense | Chantal Valery, une magicienne avec les animaux                                   |
| dimanche 13 octobre 1991     | Julie donne un cours très spécial à dans les Universités Disney | La préparation du Journal de Mickey | Le docteur Paillansé parle de l'hibernation                                       |
| dimanche 20 octobre 1991,    | Les secrets du tournage de Croc-Blanc | Le roller skate | Marcos China et la capoeira                                                       |
| dimanche 27 octobre 1991     | Julie, Philippe et Nicolas visite l'Empire State Building | Nicolas se met à la place de Patrick Poivre d'Arvor et montre la préparation du Journal de 20 heures | Homère, un dessinateur                                                            |
| dimanche 3 novembre 1991     | Les premières image de Fantasia | Philippe découvre la fabrication de la Tome de Savoie |                                                                                   |
| dimanche 10 novembre 1991    | Julie, Philippe et Nicolas visitent le porte-avion USS Intrepid | La création d’œuvres d'art à partir de matériaux récupérés | Le docteur Paillansé parle des migrations des oiseaux                             |
| dimanche 17 novembre 1991,   | Wall Street et les miniatures | Julie et Philippe visitent la France Miniature | Olivier l'automate                                                                |
| dimanche 24 novembre 1991,   | Julie, Philippe et Nicolas visitent Chinatown | | Les assiettes chinoises du Cirque de Pékin                                        |
| dimanche 1er décembre 1991,  | Le tournage de Bernard et Bianca au pays des kangourous | | Les secrets de magie de Pierre Barclay                                            |
| dimanche 8 décembre 1991,    | Le métier de marionnettiste | Broadway en jeep |                                                                                   |
| dimanche 15 décembre 1991,   | Florilège des reportages tournées à Disney World et Disneyland | Florilège des reportages en France | Mickey, Minnie et Sabine MARCON, ambassadrice d'EuroDisney                        |
| dimanche 22 décembre 1991,   | Le tournage de Les Aventures de Rocketeer | Le Cirque de Pékin | Les exploits de Catherine Destivelle                                              |
| dimanche 29 décembre 1991,   | Le 20e anniversaire de l'ouverture de Disney World | Les chevaux de la Garde républicaine | Marc GELAS et Gilles GANGLOFF, des humoristes                                     |
| dimanche 5 janvier 1992,     | Julie, Philippe et Nicolas visitent la Maison de Mickey aux États-Unis | Un safari photo en France | Benjamin et Virginie deux gagnants du Concours du Disney Club                     |
| dimanche 12 janvier 1992,    | Les châteaux de l'Île-de-France | Le métier de vétérinaire | L'exploit de Gérard d'Aboville                                                    |
| dimanche 19 janvier 1992,    | Julie, Philippe et Nicolas et tous les animateurs de Disney Club laissent leur empreinte dans le ciment lors d'une soirée magique aux studios MGM | Philippe assistent à la fabrication des Pin's | Claude Kapp, un spécialiste de sculpture sur ballons                              |
| dimanche 26 janvier 1992,    | Un clip sur le chantier d'EuroDisney | La boutique Au nom de la rose de la chanteuse Dani | Pascal Baudouin, spécialiste du Pliage                                            |
| dimanche 2 février 1992      | Philippe et l'Euro Disneyland Railroad | Nicolas au volant d'une voiture de course | Jean-Marc Minéo, un champion de Kung-fu, et son élève                             |
| dimanche 9 février 1992      | L'histoire de la réalisation de Blanche-Neige et les Sept Nains | Nicolas fait du hockey sur glace à la patinoire de Courbevoie | Amando et Nathalie, des danseurs de rock acrobatique                              |
| dimanche 16 février 1992,    | Julie fait rechercher deux personnages, Tic et Tac, à Philippe et Nicolas dans le labyrinthe d'Alice, la maison de pinocchio et l'arbre des robinsons à Euro Disney | Les dameuses des pistes de ski d'avoriaz | Le vétérinaire Paillansé parle des chiens d'avalanche                             |
| dimanche 23 février 1992,    | Nicolas et Philippe jouent les chercheurs d'or à Big Thunder Mountain à EuroDisney | La leçon de ski de Philippe à Avoriaz | La championne d'athlétisme Monique Ewanje-Epée                                    |
| dimanche 1er mars 1992       | Les balades en bateaux | |                                                                                   |
| dimanche 8 mars 1992         | Avoriaz | Anne au pays d'Euro Disney |                                                                                   |
| dimanche 15 mars 1992        | Julie fait découvrir l'horloge du Disneyland Hotel à Eurodisney | Cours de cuisine pour enfant à Avoriaz | Alexandre Laroche, le plus jeune pilote de rallye                                 |
| dimanche 22 mars 1992        | Julie et Philippe découvrent avec Roger Rabbit la réalisation des glaces par Francis, grand maître en la matière, dans les cuisines d'Euro Disney | Julie et Philippe s'amusent de la lubie de Nicolas se prenant pour une grande star, depuis son interprétation dans la Maison hantée, dans le train pour Avoriaz | Pierre Barclay                                                                    |
| dimanche 29 mars 1992        | Les costumes d'EuroDisney | Les motoneige d'avoriaz | Alain Barrau, Président du Salon International de la Maquette et du Modèle réduit |
| dimanche 5 avril 1992        | Julie fait découvrir l'horloge d'ouverture d'Eurodisney à la Gare de Paris-Saint-Lazare | Julie découvrent le patinage artistique sur glace | Florence Rullier, championne de ski de vitesse                                    |
| dimanche 12 avril 1992,      | - Julie, Philippe et Nicolas en costume du XIXe siècle prennent le train à partir de la gare de Main Street USA et font le tour d'Euro Disney - Philippe avec un casque d'astronaute emprunte l'Orbitron sous le regard amusé de Julie et Nicolas - Julie, Philippe et Nicolas se promènent en cow-boy dans Frontierland où Philippe manque de se faire capturer par des chasseurs de primes - Julie, Philippe et Nicolas se promènent en naufragés dans Adventureland après que leur bateau eut coulé | - Julie, Philippe et Nicolas en costume du XIXe siècle prennent le train à partir de la gare de Main Street USA et font le tour d'Euro Disney - Philippe avec un casque d'astronaute emprunte l'Orbitron sous le regard amusé de Julie et Nicolas - Julie, Philippe et Nicolas se promènent en cow-boy dans Frontierland où Philippe manque de se faire capturer par des chasseurs de primes - Julie, Philippe et Nicolas se promènent en naufragés dans Adventureland après que leur bateau eut coulé | La famille ayant gagné le grand concours                                          |
| dimanche 19 avril 1992       | Julie s'initiant à la préparation des cocktails | Nicolas et Philippe visitent le musée du chocolat | Des joueurs de tennis de table                                                    |
| dimanche 26 avril 1992,      | Julie et Nicolas visitent It's a Small World à Euro Disney | Philippe et Nicolas font un périple culinaire avec Monsieur Grand Miam | Jacques Fraternali lors de son Vol en U.L.M. au-dessus du Mont-Blanc              |
| dimanche 3 mai 1992,         | Julie, Philippe et Nicolas à bord du bateau pirate à Eurodisney | Les costumes du XVIIIe siècle | Claude Kapp, exécute le numéro de magie de la cabine de plage                     |
| dimanche 10 mai 1992,        | L'atelier de Dominique spécialiste de la sculpture de chaussures | Julie se perd dans le labyrinthe d'Alice | Dominique sculpteur de chaussures                                                 |
| dimanche 17 mai 1992,        | Philippe et Julie rencontre un magicien à EuroDisney | Philippe et Julie à l'école des ballets de danse de l'Opéra de Paris | Le docteur vétérinaire Paillansé présente un berger des Pyrénées                  |
| dimanche 24 mai 1992,        | Philippe et Nicolas visitent le Manoir Hanté à EuroDisney | Nicolas emmène Julie monter un poney | Le Ventriloque François Richard et le singe cachou                                |
| dimanche 31 mai 1992,        | Julie et Nicolas emmènent Figro à un cours d'éducation canine à Feucherolles | Julie piège Nicolas et Philippe sur le bateau du capitaine Crochet avec l'aide de Mouche et de Crochet à EuroDisney | Le dresseur de chien Olivier Charon avec la chienne Pepsie                        |
| dimanche 7 juin 1992,        | L'attraction du Vol de Peter Pan | Des sculptures de nourriture chinoises | Philippe Saumon et Philippe Beaugrand spécialiste de la trocyclette               |
| dimanche 14 juin 1992,       | Nicolas et Philippe se défient en duel devant l’hôtel Cheyenne à EuroDisney mais se font arrêter par le shérif Dingo | Philippe et Julie visitent le parc de sava | Le vice-champion du monde de Jetski Nicolas Barolet                               |
| dimanche 21 juin 1992        | Julie visite les jardins du Manoir hanté où se trouvent les spectres de Nicolas et Philippe | Julie visite l'atelier de costumes de l'Opéra de Paris | Christian Brillant un imitateur                                                   |
| dimanche 28 juin 1992        | Julie, Philippe et Nicolas visitent Festival Disney à côté d'EuroDisney | Philippe rencontre charlotte étudiant et artiste qui détourne les objets du mobiliers et créatrice des moules à charlotte | Gofin et ses marionnettes                                                         |
| dimanche 5 juillet 1992,     | Devant Julie et Philippe, Nicolas se prend pour un chanteur d'Opéra à Eurodisney | Julie découvre les taxis français pour chien | Cyril Neveu, pilote du Paris Dakar                                                |
| dimanche 12 juillet 1992     | Philippe et Julie en fermiers au Cottonwood Creek Ranch à EuroDisney | Philippe fait visiter le Potager du Roi à Versailles | Michel Chantegrel, un magicien                                                    |
| dimanche 19 juillet 1992,    | Julie, Philippe et Nicolas assistent à "Surprise in the sky" à Disney World | Julie et Nicolas découvre avec Anne Noguet restauratrice et créatrice d'éventail | Catherine Marie créatrice d'objets décoratifs mangeables                          |
| dimanche 26 juillet 1992,    | Philippe fait visiter les voitures des studios Disney-MGM | Nicolas, en Disney-MGM Studios, fait visiter les jardins de Versailles | Les élèves du mime Marceau                                                        |
| dimanche 2 août 1992         | Julie, Philippe et Nicolas visitent body world à Disney World | Nicolas et Philippe visite un atelier de fabrication de chapeau | Raymond Roche, un champion de moto                                                |
| dimanche 9 août 1992,        | Julie, Philippe et Nicolas font une balade en canoës indiens à Euro Disney | Le musée du cinéma français | Docteur vétérinaire Paillansé parle des parasites                                 |
| dimanche 16 août 1992        | Julie essaye de rappeler à Nicolas qu'il y a mille merveilles à voir sur le Lac Disney à Eurodisney | Julie et Philippe visitent la Cité des sciences et de l'industrie | Christian Gabriel et Freddy, un ventriloque                                       |
| dimanche 23 août 1992,       | Julie et Philippe déjeune au Café de la Dernière Chance de Frontierland à EuroDisney | Philippe visite le Musée national Eugène-Delacroix | Chantal Ladesou                                                                   |
| dimanche 30 août 1992,       | Nicolas réalise mille ruses pour manger ses crêpes à bord du Mike Fink Keel Boats à EuroDisney | Julie et Philippe visitent la manufacture de tapisserie des Gobelins | Jacky Godoffe, un champion d'escalade avec ses enfants                            |

#### Mercredi matin et vacances
| Mercredi matin | Émission d'Été le Samedi matin |
| --- | --- |
| - Un invité et un reportage (émission du mercredi 9 octobre 1991): - Invité: Clovis, un musicopathe ou magicien de la musique - Reportage: Les manèges de Fantasyland à Disney World: - Philippe et Nicolas testent les voitures d'Autopia - Julie fait le Dumbo the Flying Elephant - Philippe et Nicolas s'essaient aux Chevaux de bois du Carrousel - Julie, Philippe et Nicolas se retrouve dans le Starjets - L'inauguration du Château de la Bois dormant(émission du mercredi du 16 octobre 1991), - Un invité et un reportage (émission du mercredi du 23 octobre 1991),: - Invité: Mario Luraschi un cascadeur équestre - Les ordinateurs contrôlant les automates de Disney World - Nicolas fait du camping avec Dingo à Disney World (émission du mercredi du 30 octobre 1991) - Le tournage de Fantasia (émission du mercredi du 6 novembre 1991), - Julie et Philippe au pavillon chinois de Disney World (émission du mercredi du 13 novembre 1991) - Julie, Philippe et Nicolas visitent les décors de Chérie, j'ai rétréci les gosses (émission du mercredi du 20 novembre 1991), - Julie, Philippe et Nicolas assistent à Survivre dans le ciel, un spectacle d'ULM et de feux d'artifice à Epcot (émission du mercredi du 27 novembre 1991), - Mickey arbitre une course de bateaux entre Julie, Philippe et Nicolas à Disney World (émission du mercredi 4 décembre 1991) - La nouvelle parade Main Street USA à Disney World (émission du mercredi du 11 décembre 1991) - Julie, Philippe et Nicolas ont assisté à la parade des Dinosaures à Disney World (émission du 18 décembre 1991) - L'inauguration de la statue de Miss Peggy d'émission Le Muppet Show (émission du mercredi du 25 décembre 1991), - Julie, Philippe et Nicolas assistent à Fantaisie dans le ciel, un feu d'artifice de Disney World (émission du mercredi du 1er janvier 1992), - La Ferme de Minnie (émission du mercredi du 8 janvier 1992), - Julie, Philippe et Nicolas assistent à la parade spectromagique de Disney World (émission du mercredi du 15 janvier 1992) - Le Château de Cendrillon (émission du mercredi du 22 janvier 1992) - Le chantier des Montagnes du Grand Tonnerre (émission du mercredi du 29 janvier 1992) - Le pirates écumant la mer des Caraïbes (émission du mercredi du 5 février 1992), - La construction d'une cabane de jardin pour jouer les Robinsons Crusoë (émission du mercredi du 12 février 1992), - Nicolas et Julie passent une audition avec Dingo pour devenir les danseurs d'Euro Disney (émission du mercredi du 19 février 1992), - Les chevaux percherons de Main Street Vehicles (émission du mercredi du 11 mars 1992), - La fabrication et la décoration des chevaux de bois du Carrousel de Lancelot d'Euro Disney (émission du 18 mars 1992) - Les vitraux d'Euro Disney (émission du mercredi du 25 mars 1992), - Nicolas présentent la réalisation des arbres géants du Disney's Sequoia Lodge (émission du mercredi du 1er avril 1992), - Julie, Philippe et Nicolas avec Dingo dans The Lucky Nugget Saloon (émission du mercredi 15 avril 1992) - Julie, Philippe et Nicolas à l'Explorer Club d'Adventureland à Euro Disney (émission du mercredi 22 avril 1992) - Nicolas et Julie dans l'attraction des tasses de thé tournantes à Euro Disney (émission du mercredi 29 avril 1992) - Julie conduit Philippe et Nicolas dans un tour en voiture à Autopia à EuroDisney (émission du mercredi 6 mai 1992 1992) - Julie, Philippe et Nicolas au Fuente del Oro retrouve Dingo à EuroDisney (émission du mercredi 13 mai 1992 1992) - Julie, Philippe et Nicolas découvrent Pirates des Caraïbes à EuroDisney (émission du mercredi 20 mai 1992 1992) - Nicolas et Julie en costume du XIXe siècle découvrent la Grande parade de EuroDisney (émission du mercredi 27 mai 1992 1992) - Julie, Philippe et Nicolas testent le Big Thunder Mountain à Euro Disney (émission du mercredi du 3 juin 1992), - Nicolas, Philippe et Julie visitent les Voyages de Pinocchio (émission du mercredi du 10 juin 1992), - Philippe et Nicolas en Cow-Boyss'entraînent au tir pour être shérif à la Shooting Gallery de EuroDisney (émission du mercredi du 17 juin 1992) - Julie et Nicolas tournent un film sur Main Street USA à EuroDisney en costume du XIXe siècle avec les policiers musiciens (émission du mercredi du 24 juin 1992) - Julie visite la tanière du dragon sous le Château de la Belle au bois dormant à EuroDisney (émission du mercredi du 1er juillet 1992), | - Un invité et un reportage (émission spéciale vacances du samedi 5 juillet 1992): - Invité: Frédéric BOSCHER, un champion de planche à voile - Reportage: Les images de Peter Pan - Un invité et un reportage (émission spéciale vacances du samedi 11 juillet 1992), - Un invité: Marc Seguin, un photographe professionnel - Reportage: Julie et Nicolas s'amusent à River Country - Un invité et un reportage (émission spéciale vacances du samedi 18 juillet 1992) - Invité : Danielle Brillaut, une astronome - Reportage : Julie, Philippe et Nicolas découvrent les communications du futur dans le Futurcope, à Epcot Center - Un invité et un reportage (émission spéciale vacances du samedi 25 juillet 1992), - Invité : Le champion de tir à l'arc Michael Thomas - Reportage: Julie prend une leçon de natation très spéciale avec Nicolas à la piscine de l’hôtel Porto Rios de Disney World - Un invité et un reportage (émission spéciale vacances du samedi 1er août 1992), - Invité : Yves Reigné, professeur de plongée sous-marine - Reportage: Julie, Philippe et Nicolas écoutent les joueurs de tam-tam d'EuroDisney - Un invité et un reportage (émission spéciale vacances du samedi 15 août 1992), - Invité : Le pilote d'hélicoptère Yves Alafaro - Reportage : Julie, Philippe et Nicolas écoutent les concerts de pirates à Euro Disney - Un invité et un reportage (émission spéciale vacances du samedi 22 aout 1992), - Invité : Le champion de ski nautique Nicolas Le Forestier - Reportage : Julie, Philippe et Nicolas écoutent la musique des cow-boys à Frontierland à EuroDisney - Un invité et un reportage (émission spéciale vacances du samedi 29 aout 1992) - Invité : Jean-Claude Jolinot, un herboriste - Reportage : Julie, Philippe et Nicolas visitent Pleasure Island à Disney World |

### Les rubriques
Le dimanche matin était proposé:
| Date               | Rubrique jeux                                                | Rubrique cuisine                                                | Rubrique bricolage                                      |
| ------------------ | ------------------------------------------------------------ | --------------------------------------------------------------- | ------------------------------------------------------- |
| 1er septembre 1991 | Le jeu des objets mystérieux                                 |                                                                 | La fabrication de bouquets de fleurs séchées            |
| 8 septembre 1991   | Le jeu du lacet                                              |                                                                 | La fabrication de masques                               |
| 15 septembre 1991  | Le jeu de la grenouille                                      | Le Guacamole,                                                   |                                                         |
| 22 septembre 1991  | Le jeu de l'âne                                              |                                                                 |                                                         |
| 29 septembre 1991  | Le jeu du tir aux buts                                       | Les Pancakes                                                    |                                                         |
| 6 octobre 1991     | Le jeu des ballons                                           |                                                                 | La fabrication de silhouette,                           |
| 13 octobre 1991    | Le jeu de la pyramide de gobelets                            |                                                                 | La fabrication de boites de rangement en forme de fruit |
| 20 octobre 1991    | Le jeu du parcours à 4 pattes                                | La Génoise aux fruits,                                          |                                                         |
| 27 octobre 1991    | Le jeu des verres à remplir                                  |                                                                 | Le Kaléidoscope                                         |
| 3 novembre 1991    |                                                              |                                                                 | La manière de réaliser les fiches du Journal de Mickey  |
| 10 novembre 1991   | Le jeu de la tour en gobelets                                |                                                                 | Un périscope,                                           |
| 17 novembre 1991   | Le jeu du parcours des prisonniers                           | Les boissons d'automne: le chocofrais et le caramelais,         |                                                         |
| 24 novembre 1991   | Le jeu de la grappe de raisin à manger                       |                                                                 | Un collector de pin's                                   |
| 1er décembre 1991  | Le jeu dans l'avion dans le nuage                            | Le Clafoutis                                                    |                                                         |
| 8 décembre 1991    | Le jeu du parcours des luges collectant les boules de neige, |                                                                 | Un miroir paysage,                                      |
| 15 décembre 1991   | Un lancer de boules de neige                                 | Les crêpes brindilles                                           |                                                         |
| 22 décembre 1991   | Le jeu du Père Noël                                          |                                                                 | Un cintre déguisé,                                      |
| 29 décembre 1991   | Le jeu des lettres de la bonne année 1992                    | Les Chouquettes-boules de neige,                                |                                                         |
| 5 janvier 1992     | Le jeu du Croquet                                            |                                                                 | Un culbuto-rappeur,                                     |
| 12 janvier 1992    | Le jeu du bricolage                                          | Les bricks aux poires,                                          |                                                         |
| 19 janvier 1992    | Le jeu des ballons à écraser                                 |                                                                 | Une cascade chinoise,                                   |
| 26 janvier 1992    | Le jeu du plus grand nombre de biscottes beurrées            | La "Vatrouchka",                                                |                                                         |
| 2 février 1992     | Le jeu de la corde à nœuds                                   |                                                                 | Une boite à fiches,                                     |
| 9 février 1992     | Le jeu du pousse-pousse à pied                               | La tarte genevoise,                                             |                                                         |
| 16 février 1992    | Le jeu du tir-attrape,                                       |                                                                 | Un grand bleu,                                          |
| 23 février 1992    |                                                              | La galette sèche                                                | Le jeu du "slalom avec un ballon entre les genoux"      |
| 1er mars 1992      |                                                              |                                                                 | *Un porte-revues                                        |
| 8 mars 1992        | Le jeu des pommes qui flottent                               | La crème de pruneaux                                            |                                                         |
| 15 mars 1992       | Le jeu des anneaux suspendus                                 |                                                                 | La fabrication d'un pins magnétique                     |
| 22 mars 1992       | Le jeu "Le parcours du garçon de café",                      | Les boissons de 4 heures: le thé caramel et le chocolat madame, |                                                         |
| 29 mars 1992       | Le jeu de "La pêche miraculeuse"                             |                                                                 | Un poisson diable,                                      |
| 5 avril 1992       | Le jeu du château de cartes                                  | Les œufs mollets à la sauce piquante,                           |                                                         |
| 12 avril 1992      |                                                              |                                                                 | Un porte-photo                                          |
| 19 avril 1992      | Le jeu du "lancer de fléchettes"                             | La marquise au chocolat                                         |                                                         |
| 26 avril 1992      | Le jeu du "Parcours dos à dos"                               |                                                                 | Un jardin sous serre,                                   |
| 3 mai 1992         | Le jeu du "Slalom à vélo"                                    | Les puits de concombre aux crevettes,                           |                                                         |
| 10 mai 1992        | Le jeu de "La construction la plus haute"                    |                                                                 | Un Dingo gourmand,                                      |
| 17 mai 1992        | Le jeu des cerceaux                                          | Le Pirojki,                                                     |                                                         |
| 24 mai 1992        | Le parcours de la boite de conserve,                         |                                                                 | Un mini-filet de basket,                                |
| 31 mai 1992        | Le jeu "Des cartes dans les bassines"                        | Les escalopes panées aux amandes,                               |                                                         |
| 7 juin 1992        | Le jeu de "La trocyclette"                                   |                                                                 | Un livre à secret                                       |
| 14 juin 1992       | Le jeu des "Balles de tennis dans le panier de basket"       | Les papillotes à la crème,                                      |                                                         |
| 21 juin 1992       | Le jeu du "Parcours de football"                             |                                                                 | La fabrication d'un balluchon,                          |
| 28 juin 1992       | Le jeu des "Cerceaux à la niche"                             | Les canapés roulés,                                             |                                                         |
| 5 juillet 1992     | Le jeu du parcours en patins à roulettes                     |                                                                 | Un sac-banane,                                          |
| 12 juillet 1992    | Le jeu de "Souffler est joué"                                | Pas de rubrique cuisine ou bricolage                            | Pas de rubrique cuisine ou bricolage                    |
| 19 juillet 1992    | Le jeu de "L'objet à trouver"                                | Pas de rubrique cuisine ou bricolage                            | Pas de rubrique cuisine ou bricolage                    |
| 26 juillet 1992    | Le jeu du "Parcours en rampant"                              | Pas de rubrique cuisine ou bricolage                            | Pas de rubrique cuisine ou bricolage                    |
| 2 août 1992        | Le jeu du "Lancer de chapeaux"                               | Pas de rubrique cuisine ou bricolage                            | Pas de rubrique cuisine ou bricolage                    |
| 9 août 1992,       | Le jeu des "tirs de billes"                                  | Pas de rubrique cuisine ou bricolage                            | Pas de rubrique cuisine ou bricolage                    |
| 16 août 1992       | Le jeu du "Parcours en jonglant"                             | Pas de rubrique cuisine ou bricolage                            | Pas de rubrique cuisine ou bricolage                    |
| 23 août 1992       | Le jeu du "Lancer de palets"                                 | Pas de rubrique cuisine ou bricolage                            | Pas de rubrique cuisine ou bricolage                    |
| 30 août 1992       | Le jeu du "Parcours de vacance"                              | Pas de rubrique cuisine ou bricolage                            | Pas de rubrique cuisine ou bricolage                    |

### Les animaux en question
Cette rubrique était diffusée le mercredi matin, et son principe était très simple: une question sur un animal, envoyé par courrier, était sélectionnée et posée à des enfants avant que la réponse ne soit donné par un micro-reportage.
Le tableau ci-dessous donne une liste non exhaustive des sujets:
| date                       | Sujet                                                                          |
| -------------------------- | ------------------------------------------------------------------------------ |
| mercredi 9 octobre 1991    | Pourquoi les kangourous ont-ils une poche?                                     |
| mercredi 16 octobre 1991,  | Pourquoi les girafes ont un si long coup?                                      |
| mercredi 23 octobre 1991   | Pourquoi les zèbres ont des rayures?                                           |
| mercredi 30 octobre 1991   | Pourquoi les autruches ne volent-elles pas?                                    |
| mercredi 6 novembre 1991,  | Comment font les poissons pour respirer dans l'eau?                            |
| mercredi 13 novembre 1991  |                                                                                |
| mercredi 20 novembre 1991, | Pourquoi les vautours n'ont pas de plumes dans le cou?                         |
| mercredi 27 novembre 1991, | Comment les animaux marquent-ils leur territoire?                              |
| mercredi 4 décembre 1991   | Comment les chauves-souris voient la nuit?                                     |
| mercredi 11 décembre 1991, | Comment les animaux font leur toilettes?                                       |
| mercredi 18 décembre 1991  | Pourquoi les paresseux sont des animaux si lents?                              |
| mercredi 25 décembre 1991, | Pourquoi les éléphants ont une grande trompe?                                  |
| mercredi 1er janvier 1992, | Pourquoi les tortues ont une carapace?                                         |
| mercredi 8 janvier 1992,   | Pourquoi les serpents ont une langue fourchue?                                 |
| mercredi 15 janvier 1992,  | Pourquoi les babouins se nettoient entre eux?                                  |
| mercredi 22 janvier 1992)  | Les nids sur les cheminées des cigognes                                        |
| mercredi 29 janvier 1992   | La respiration sous l'eau des loutres                                          |
| mercredi 5 février 1992,   | Pourquoi le lion est appelé le "roi des animaux"?                              |
| mercredi 12 février 1992,  | Pourquoi les caméléons changent de couleur?                                    |
| mercredi 19 février 1992,  | Pourquoi les cerfs ont des bois sur la tête?                                   |
| mercredi 26 février 1992   |                                                                                |
| mercredi 4 mars 1992       | Les pélicans                                                                   |
| mercredi 11 mars 1992,     | Pourquoi les chimpanzés sont nos plus proches cousins?                         |
| mercredi 18 mars 1992,     | Comment les animaux font pour dormir?                                          |
| mercredi 25 mars 1992,     | Comment font les chouettes pour voir la nuit ?                                 |
| mercredi 1er avril 1992,   | Comment les éléphants pour parler entre eux?                                   |
| mercredi 8 avril 1992      | Comment font les rapaces pour attraper leurs proies?                           |
| mercredi 15 avril 1992     | Comment le têtard devient une grenouille?                                      |
| mercredi 22 avril 1992,    | Quelles sont les différences entre le rhinocéros blanc et le rhinocéros noir ? |
| mercredi 29 avril 1992,    | Pourquoi les oiseaux ont des becs si différents ?                              |
| mercredi 6 mai 1992,       | Pourquoi l'Indri indri chante tout le temps ?                                  |
| mercredi 13 mai 1992,      | Que font les mâles pour séduire les femelles pendant la parade nuptiale?       |
| mercredi 20 mai 1992       | Comment les ours blancs vivent au Pôle Nord?                                   |
| mercredi 27 mai 1992,      | Pourquoi le guépard a des taches noires ?                                      |
| mercredi 3 juin 1992       | Pourquoi les lamantins sont aussi appelés "Sirènes des mers ?"                 |
| mercredi 10 juin 1992,     | Qu'est-ce que le corail ?                                                      |
| mercredi 17 juin 1992,     | Pourquoi les loups ont disparu de France ?                                     |
| mercredi 24 juin 1992,     | Pourquoi les phasmes sont si minces ?                                          |
| mercredi 1er juillet 1992  | La posture sur une patte des flamants roses                                    |
| mercredi 8 juillet 1992    | Pas d'émission durant les vacances                                             |
| mercredi 15 juillet 1992   | Pas d'émission durant les vacances                                             |
| mercredi 22 juillet 1992   | Pas d'émission durant les vacances                                             |
| mercredi 29 juillet 1992   | Pas d'émission durant les vacances                                             |
| mercredi 5 août 1992       | Pas d'émission durant les vacances                                             |
| mercredi 12 août 1992      | Pas d'émission durant les vacances                                             |
| mercredi 19 août 1992      | Pas d'émission durant les vacances                                             |
| mercredi 26 août 1992      | Pas d'émission durant les vacances                                             |

Par ailleurs, une rubrique similaire sur les animaux fut programmée le dimanche matin durant les vacances.
| Dimanche matin |
| --- |
| - Pourquoi les canards ont les pieds palmés? (émission du dimanche 12 juillet 1992) - Pourquoi les araignées ont tant de pattes? (émission du dimanche 19 juillet 1992) - Comment le dromadaire fait pour survivre dans le désert? (émission du dimanche 26 juillet 1992), - Pourquoi le koala ne se nourrit que de feuilles d'eucaliptus? (émission du dimanche 2 août 1992), - Comment pêche le héron? (émission du dimanche 9 août 1992), - Pourquoi l'écureuil a une queue en panache? (émission du dimanche 16 août 1992), - Comment les crocodiles respirent sous l'eau? (émission du dimanche 23 août 1992), - Comment font certains oiseaux pour voler sur place? (émission du dimanche 30 août 1992), |

### Concours
Le concours consistait à découvrir un objet, un lieu ou une personne à partir de trois indices donnés lors de l'émission du dimanche. En fin de chaque émission la réponse pour le concours de la semaine est rappelé après un rappel de trois indices du concours de la semaine en cours. Avoir gagné quatre concours pouvait d'être tiré au sort afin de gagner un séjour à Euro Disneyland ainsi qu'un abonnement d'un an au Journal de Mickey. Voici une liste non exhaustive des concours.
| Date               | Indice n°1                                                                           | Indice n°2                                                                           | Indice n°3                                                                           | Réponse                                                                              | Super concours                        |
| ------------------ | ------------------------------------------------------------------------------------ | ------------------------------------------------------------------------------------ | ------------------------------------------------------------------------------------ | ------------------------------------------------------------------------------------ | ------------------------------------- |
| 1er septembre 1991 | Un bouquet de violettes                                                              | Un mur de briques roses                                                              | Du cassoulet                                                                         | Toulouse                                                                             | 17                                    |
| 8 septembre 1991   | Une Cigogne                                                                          | Julie avec une coiffe traditionnelle d'Alsace                                        | Choucroute d'Alsace                                                                  | L'Alsace                                                                             | 17                                    |
| 15 septembre 1991  | Un Ferret                                                                            | Nicolas en Mousquetaire                                                              | Quatre enfants croisant leur épée en scandant Un pour tous, tous pour un             | Dartagnan                                                                            | 18                                    |
| 22 septembre 1991  | Une batte                                                                            | Le gant et la balle                                                                  | Une caquette                                                                         | Le baseball                                                                          | 18                                    |
| 29 septembre 1991  | Du sirop d'érable                                                                    | Nicolas en bûcheron                                                                  | Une feuille d'érable                                                                 | Le Canada                                                                            | 18                                    |
| 6 octobre 1991     | Un Tipi                                                                              | Nicolas avec un arc et des flèches                                                   | Philippe en tenu d'Apache                                                            | Geronimo                                                                             | 18                                    |
| 13 octobre 1991    | Un peluche de louveteau                                                              | Nicolas en trappeur                                                                  | Une carte du Canada                                                                  | Croc-Blanc                                                                           | 19                                    |
| 20 octobre 1991    | Julie en marin                                                                       | Trimaran                                                                             | Tracé de la Route du Rhum                                                            | Florence Arthaud                                                                     | 19                                    |
| 27 octobre 1991    | Nicolas avec une couronne de travers                                                 | Philippe avec un pantalon à l'envers                                                 | La mélodie de du Bon Roi Dagobert                                                    | Le roi Dagobert                                                                      | 19                                    |
| 3 novembre 1991    |                                                                                      |                                                                                      |                                                                                      | Le golf                                                                              | 19                                    |
| 10 novembre 1991   | Un seau et un balai                                                                  | Un chapeau de sorcier                                                                | Une autruche                                                                         | L'Apprenti sorcier                                                                   | 20                                    |
| 17 novembre 1991   | Nicolas avec des tresses                                                             | Un disque d'or                                                                       | Nicolas avec une raquette et une balle de tennis                                     | Yannick Noah                                                                         | 20                                    |
| 24 novembre 1991   | Philippe en tenue de All Blacks                                                      | Un kiwi                                                                              | Une carte de ma Nouvelle-Zélande                                                     | Nouvelle-Zélande                                                                     | 20                                    |
| 1er décembre 1991  | Nicolas avec une crosse et un palet                                                  | Un casque de hockey                                                                  | Des patins à glace                                                                   | Le Hockey sur glace                                                                  | 20                                    |
| 8 décembre 1991    | Les pattes                                                                           | Les masques de la Commedia dell'arte                                                 | Les glaces                                                                           | L'Italie                                                                             | 21                                    |
| 15 décembre 1991   | Les yeux de Julie                                                                    | La bouche de Nicolas                                                                 | Le nez de Philippe                                                                   | Le Disney Club                                                                       | 21                                    |
| 22 décembre 1991   | Philippe avec une barbe blanche                                                      | Nicolas avec panier d'osier                                                          | Un paquet de cadeaux                                                                 | Le Père Noël                                                                         | 21                                    |
| 29 décembre 1991   | Nicolas avec une maquette d'avion biplan jaune                                       | Philippe avec un réacteur portatif                                                   | Le Rocketeer                                                                         | Les Aventures de Rocketeer                                                           | 21                                    |
| 5 janvier 1992     | Une rame de TGV                                                                      | Nicolas et Julie percent un mur avec des pioches                                     | Une carte de la Manche avec Douvres et Calais                                        | Le Tunnel sous la Manche                                                             | 22                                    |
| 12 janvier 1992    | Nicolas jouant d'une guitare électrique                                              | Philippe en Beatles                                                                  | Le sous-marin jaune                                                                  | Les Beatles                                                                          | 22                                    |
| 19 janvier 1992    | Une Amphore                                                                          | Des palmes                                                                           | Des bouteilles de plongée                                                            | La Plongée sous-marine                                                               | 22                                    |
| 26 janvier 1992    | Le Renard                                                                            | Le Lièvre et la Tortue                                                               | La Cigale et la Fourmi                                                               | Jean de La Fontaine                                                                  | 22                                    |
| 2 février 1992     | Pas de concours                                                                      | Pas de concours                                                                      | Pas de concours                                                                      | Pas de concours                                                                      | Pas de concours                       |
| 9 février 1992     | De quel conte de fée européen est inspiré le château d'Eurodisney?                   | De quel conte de fée européen est inspiré le château d'Eurodisney?                   | De quel conte de fée européen est inspiré le château d'Eurodisney?                   | De quel conte de fée européen est inspiré le château d'Eurodisney?                   | Grand concours la famille Disney Club |
| 16 février 1992    | Quel est l'ennemi héréditaire de Peter Pan?                                          | Quel est l'ennemi héréditaire de Peter Pan?                                          | Quel est l'ennemi héréditaire de Peter Pan?                                          | Quel est l'ennemi héréditaire de Peter Pan?                                          | Grand concours la famille Disney Club |
| 23 février 1992    | Quelle est la date d'ouverture du premier parc ouvert par Walt Disney en Californie? | Quelle est la date d'ouverture du premier parc ouvert par Walt Disney en Californie? | Quelle est la date d'ouverture du premier parc ouvert par Walt Disney en Californie? | Quelle est la date d'ouverture du premier parc ouvert par Walt Disney en Californie? | Grand concours la famille Disney Club |
| 1er mars 1992      |                                                                                      |                                                                                      |                                                                                      |                                                                                      | Grand concours la famille Disney Club |
| 8 mars 1992        | Une maquette de la Santa Maria                                                       | Un œuf                                                                               | La carte du trajet de Christophe Colomb                                              | Christophe Colomb                                                                    | 23                                    |
| 15 mars 1992       | Une piscine                                                                          | Un bonnet de Water-polo                                                              | Un ballon                                                                            | Water-polo                                                                           | 23                                    |
| 22 mars 1992       | Julie posant comme Cléopâtre                                                         | Julie avec une pyramide                                                              | Julie avec un bas-relief égyptien                                                    | Cléopâtre                                                                            | 23                                    |
| 29 mars 1992       | La fusée Apollo                                                                      | Philippe en tenue d'astronaute                                                       | Julie avec une carte de la Floride                                                   | Cap Canaveral                                                                        | 23                                    |
| 5 avril 1992       | Philippe en tenue de joueur de pelote basque                                         | Le fronton                                                                           | La chistera et la balle                                                              | La pelote basque                                                                     | 24                                    |
| 12 avril 1992      | Du fromage                                                                           | Une robe à pois                                                                      | Petit nœud papillon                                                                  | Minnie                                                                               | 24                                    |
| 19 avril 1992      | Le maillot n°10 de l'équipe de France                                                | Le blason de l'AS Nancy Lorraine                                                     | Philippe en footballeur                                                              | Michel Platini                                                                       | 24                                    |
| 26 avril 1992      | Philippe avec un Kangourou                                                           | Nicolas en surfeur avec sa planche                                                   | Un boomerang                                                                         | L'Australie                                                                          | 24                                    |
| 3 mai 1992         | Philippe avec un gilet de sauvetage                                                  | Julie avec un bateau à moteur miniature                                              | Nicolas sur une paire de ski                                                         | Le Ski nautique                                                                      | 25                                    |
| 10 mai 1992        | Une carte des explorations vikings                                                   | Nicolas avec un casque viking                                                        | Une maquette de drakkar                                                              | Les Vikings                                                                          | 25                                    |
| 17 mai 1992        | Un panier de pomme et une bouteille de jus de pomme                                  | Julie buvant un verre de lait à côté d'une vache                                     | Philippe mangeant un tas de beurre                                                   | La Normandie                                                                         | 25                                    |
| 24 mai 1992        | Nicolas dans un cadre en costume du XVIe siècle                                      | Une maquette du Château de Chambord                                                  | L'année "1515"                                                                       | François Ier                                                                         | 25                                    |
| 31 mai 1992        | Un terrain de football américain                                                     | Le Ballon de football américain                                                      | Philippe avec le casque de football américain                                        | Le Football américain                                                                | 26                                    |
| 7 juin 1992        | Une carte du Népal                                                                   | Philippe en costume traditionnel du Népal                                            | Julie portant un piolet arborant un drapeau avec inscrit 8848 M                      | Le Mont Everest                                                                      | 26                                    |
| 14 juin 1992       | La maquette de la lotus de 007                                                       | Nicolas en costume de 007                                                            | Le numéro "007"                                                                      | James Bond                                                                           | 26                                    |
| 21 juin 1992       | Julie derrière un immense ticket de métro jaune                                      | Un plan simplifié de Paris et de la Seine                                            | Une tour eiffel                                                                      | Paris                                                                                | 26                                    |
| 28 juin 1992       | Une carte du tour de France                                                          | Nicolas avec le maillot jaune                                                        | Philippe avec une roue de vélo                                                       | Le tour de France                                                                    | 27                                    |
| 5 juillet 1992     | Un plat de charcuterie                                                               | Philippe avec le bicorne de Napoléon                                                 | Le drapeau de la Corse                                                               | La Corse                                                                             | 27                                    |
| 12 juillet 1992    | Une carte de l'Espagne                                                               | Un moulin à vent                                                                     | Philippe déguisé en Miguel de Cervantes écrivant Don Quichotte                       | Don Quichotte                                                                        | 27                                    |
| 19 juillet 1992    | Un palmier dans un déser de sable                                                    | Une peluche de dromadaire                                                            | Philippe en homme bleu                                                               | Le désert du Sahara                                                                  | 27                                    |
| 26 juillet 1992    | Une carte du circuit du castelet                                                     | Nicolas en tenue de pilote de formule 1                                              | Une voiture de F1 de l'écurie Ferrari                                                | Alain Prost                                                                          | 28                                    |
| 2 août 1992        | Des hamburgers américains                                                            | La statue de la Liberté                                                              | Des dollars                                                                          | Les États-Unis                                                                       | 28                                    |
| 9 août 1992        | Nicolas en athlète faisant l’auto-stop pour Barcelone                                | Julie récitant les noms de tous les pays participant aux Jeux Olympiques             | Julie avec le drapeau olympique                                                      | Jeux olympiques de Barcelone                                                         | 28                                    |
| 16 août 1992       | Nicolas avec un bonnet rouge                                                         | Une bouteille de plongée                                                             | Une maquette de la Calypso                                                           | Jacques-Yves Cousteau                                                                | 28                                    |
| 23 août 1992       | Un trèfle à trois feuilles                                                           | Une peluche de mouton                                                                | Le drapeau de l'Irlande                                                              | L'Irlande                                                                            | 29                                    |
| 30 août 1992       | Une partition de musique et une baguette                                             | Philippe avec une corne pour entendre                                                | Nicolas en Beethoven                                                                 | Ludwig van Beethoven                                                                 | 29                                    |

### Artistes du moment de variété
| Date                | Artiste                                                | Titre                                      |
| ------------------- | ------------------------------------------------------ | ------------------------------------------ |
| 1er septembre 1991, | Manuel Malou                                           | "Es el amor"                               |
| 8 septembre 1991,   | Dana Dawson                                            | "Tell me bonita"                           |
| 15 septembre 1991,  | Le groupe "Kaoma"                                      | Dança Tago Mago                            |
| 22 septembre 1991   | Cecil                                                  | "A horse with no name"                     |
| 29 septembre 1991,  | Keen                                                   | "Zouké"                                    |
| 6 octobre 1991,     | Le groupe "Wamblee"                                    | Anitouni                                   |
| 13 octobre 1991,    | Zouk Machine                                           | "Saké Cho"                                 |
| 20 octobre 1991,    | Lonnie Gordon                                          | "Gonna catch you"                          |
| 27 octobre 1991,    | Le groupe "Alma de noche"                              | Mama                                       |
| 3 novembre 1991     |                                                        |                                            |
| 10 novembre 1991,   |                                                        |                                            |
| 17 novembre 1991,   | Rozalla                                                | "Everybody's Free"                         |
| 24 novembre 1991,   | Début de soirée                                        | "Tous les paradis"                         |
| 1er décembre 1991,  | Rumba Tres                                             | "Toca toca, la Rumbamania"                 |
| 8 décembre 1991,    | Lisa Lisa & Cult Jam                                   | "Let the Beat Hit 'Em"                     |
| 15 décembre 1991    | Anne                                                   | "Bernard et Bianca au pays des kangourous" |
| 22 décembre 1991    | Dannii Minogue                                         | "Jump to The Beat"                         |
| 29 décembre 1991,   | David Hasselhoff                                       | "Do the Limbo dance"                       |
| 5 janvier 1992      | Marc O'Pitch et Nicolas Dunoyer du groupe Plein Soleil | " medley 70"                               |
| 12 janvier 1992,    | Le groupe "Les vagabonds"                              | "Go to America!"                           |
| 19 janvier 1992,    | Melody                                                 | "Danse ta vie"                             |
| 26 janvier 1992,    | Gibson Brothers                                        | "Let's all dance"                          |
| 2 février 1992,     | Tanya Saint-Val                                        | "Tropical"                                 |
| 9 février 1992,     | Romy et Les Gâteaux Secs                               | "Pleure pas mon cœur"                      |
| 16 février 1992,    | B.B. Queen                                             | "Blueshouse"                               |
| 23 février 1992,    | Fly Girls                                              | "Yo! (Crank it up)"                        |
| 1er mars 1992       | Le groupe "Zouk Machine"                               |                                            |
| 8 mars 1992         |                                                        |                                            |
| 15 mars 1992,       | Kenny Thomas                                           | "Best of you"                              |
| 22 mars 1992,       | Sue Chaloner                                           | "I Wanna Thank You"                        |
| 29 mars 1992,       | Anne                                                   | 1,2,3 soleil                               |
| 5 avril 1992,       | Los Cantos                                             | "La Luna"                                  |
| 12 avril 1992,      | The Party                                              | "In My Dreams"                             |
| 19 avril 1992,      | Dédé Saint Prix                                        | "Lévé"                                     |
| 26 avril 1992,      | Christophe Deschamps                                   | "Idole Idole"                              |
| 3 mai 1992,         | Katherine E                                            | "Then I Feel Good"                         |
| 10 mai 1992,        | Fanny                                                  | "Un poète disparu"                         |
| 17 mai 1992,        | Ralph Thamar                                           | "Comme disait le Poète"                    |
| 24 mai 1992,        | Sabrina Johnston                                       | "Peace"                                    |
| 31 mai 1992,        | Philippe Russo                                         | "Les garçons s'envolent"                   |
| 7 juin 1992,        | Manuel Malou                                           | "Vivir para cantar"                        |
| 14 juin 1992,       | Angélique Kidjo                                        | "We We"                                    |
| 21 juin 1992,       | Poupa Claudio                                          | "Ma señorita"                              |
| 28 juin 1992,       | Les Willers                                            | "New World""                               |
| 5 juillet 1992,     | Livity                                                 | "Que Bale"                                 |
| 12 juillet 1992,    | Kaoma                                                  | "Moço do dende"                            |
| 19 juillet 1992,    | Precious Wilson                                        | "Spacer"                                   |
| 26 juillet 1992,    | Les Vagabonds                                          | "Le rock de chez nous"                     |
| 2 août 1992,        | King Daddy Yod                                         | "Faut pas taper la doudou"                 |
| 9 août 1992,        | Dany Brillant                                          | "Y'a qu'les filles qui m'intéressent"      |
| 16 août 1992,       | Carlos                                                 | "Le Kikouyou"                              |
| 23 août 1992,       | Sara Mandiano                                          | "'Les serments'"                           |
| 30 août 1992,       | Alma Ritano                                            | "La Mama"                                  |

## Dessins Animés diffusés
le dimanche matin
- La Bande à Picsou
- Tic et Tac, les rangers du risque
- Super Baloo

le mercredi matin
- La Bande à Picsou
- Winnie l'ourson

### Liste des épisodes de série d'animation

#### Programmation du dimanche
| Date                | Winnie l'Ourson                                                            | La Bande à Picsou                                                          | Tic et Tac, les rangers du risque                          | Super Baloo                              |
| ------------------- | -------------------------------------------------------------------------- | -------------------------------------------------------------------------- | ---------------------------------------------------------- | ---------------------------------------- |
| 1er septembre 1991, | programmation inexistante avant le 12 juillet 1992                         | Picsou dans le monde d'Ulysse et d'Homère                                  | Nuit de Chine, nuit Tac'ine                                | Rebond 007                               |
| 8 septembre 1991,   | programmation inexistante avant le 12 juillet 1992                         | Canards en gelée                                                           | Le Parfum de la dame en mauve                              | Un bas de laine contre une baleine       |
| 15 septembre 1991,  | programmation inexistante avant le 12 juillet 1992                         | La cupidité ne paie pas                                                    | Ice Crime                                                  | Le Zbeugz a encore frappé                |
| 22 septembre 1991   | programmation inexistante avant le 12 juillet 1992                         | Avalanche d'ennuis pour Picsou                                             | Les malheurs de Belzébuth                                  | Starlywood                               |
| 29 septembre 1991,  | programmation inexistante avant le 12 juillet 1992                         | Le numéro un de la finance                                                 | Royaume du grand volcan Tiveli                             | Le fantôme de Rebecca                    |
| 6 octobre 1991      | programmation inexistante avant le 12 juillet 1992                         | Là où un canard n'est jamais allé                                          | L'Arrestation d'Hercule Poivron [1/5]                      | L'oncle et la poupée                     |
| 13 octobre 1991,    | programmation inexistante avant le 12 juillet 1992                         | Les robots déchaînés                                                       | Tic & Tac enquêtent [2/5]                                  | Abc comme Amédée                         |
| 20 octobre 1991,    | programmation inexistante avant le 12 juillet 1992                         | L'ombre de Miss Tick s'en va en guerre                                     | Fric Frac au Pôle Nord [3/5]                               | Moutarde, saucisses et cornichon         |
| 27 octobre 1991,    | programmation inexistante avant le 12 juillet 1992                         | Le tout-à-l'égout                                                          | Hercule Poivron s'évade [4/5]                              | Santa planeta                            |
| 3 novembre 1991     | programmation inexistante avant le 12 juillet 1992                         | Il était une fois un canard dans l'ouest                                   | La Poursuite infernale [5/5]                               | La légende de Villenbroucle              |
| 10 novembre 1991,   | programmation inexistante avant le 12 juillet 1992                         | De mal en pis                                                              | À Bracada Tac                                              | Tel n'es pas qui croyait être            |
| 17 novembre 1991,   | programmation inexistante avant le 12 juillet 1992                         | À la mémoire du sphynx                                                     | La Cuisine au fromage                                      | Les baloos maudits                       |
| 24 novembre 1991,   | programmation inexistante avant le 12 juillet 1992                         | La fortune engloutie                                                       | Les Rois de l'arène                                        | Le Cours de Zingal-orthographe           |
| 1er décembre 1991,  | programmation inexistante avant le 12 juillet 1992                         | Le contrôleur du temps                                                     | Elas - Tic & Tac                                           | Riz fifi à crête Suzette                 |
| 8 décembre 1991,    | programmation inexistante avant le 12 juillet 1992                         | À tondu, tondu et demi                                                     | Aventure en Taxidermie                                     | Looping en jupons                        |
| 15 décembre 1991    | programmation inexistante avant le 12 juillet 1992                         | De l'or dans la balance                                                    | Avec perle et fracas                                       | Quand les pirates s'en mêlent 1re partie |
| 22 décembre 1991    | programmation inexistante avant le 12 juillet 1992                         | Mainmise sur la harpe perdue                                               | Le Grand Vert                                              | Quand les pirates s'en mêlent 2e partie  |
| 29 décembre 1991,   | programmation inexistante avant le 12 juillet 1992                         | La chance au canard                                                        | Une grande paire d'amis                                    | Quand les pirates s'en mêlent 3e partie  |
| 5 janvier 1992      | programmation inexistante avant le 12 juillet 1992                         | La Toison d'or                                                             | Si jaune et déjà ponnais                                   | Quand les pirates s'en mêlent 4e partie  |
| 12 janvier 1992,    | programmation inexistante avant le 12 juillet 1992                         | Picsou sans l'sou                                                          | Docteur Nimnul et Mister Ruzor                             | Citizen Khan                             |
| 19 janvier 1992,    | programmation inexistante avant le 12 juillet 1992                         | Ça, c'est du canard                                                        | Bébé Bobard                                                | Le tour du monde en 50$                  |
| 26 janvier 1992,    | programmation inexistante avant le 12 juillet 1992                         | Picsouillon                                                                | Qui a peur du méchant fromage?                             | Vacances de neige à Pornaco              |
| 2 février 1992,     | programmation inexistante avant le 12 juillet 1992                         | Un canard boiteux                                                          | Les charlottes sont cuites                                 | Baloo au bal                             |
| 9 février 1992,     | programmation inexistante avant le 12 juillet 1992                         | Le Roi de la jungle                                                        | Chantons sous la banquise                                  | Baloo au régime de bananes               |
| 16 février 1992,    | programmation inexistante avant le 12 juillet 1992                         | Picsou dans le futur                                                       | Les Petits Écureuils de Paris                              | Kit ou Double                            |
| 23 février 1992,    | programmation inexistante avant le 12 juillet 1992                         | La Révolte d'Arsène                                                        | Quand on pêche sa bonne étoile                             | La rançon de la poire                    |
| 1er mars 1992       | programmation inexistante avant le 12 juillet 1992                         | Un regard d'espion                                                         |                                                            | L'ange gardien                           |
| 8 mars 1992         | programmation inexistante avant le 12 juillet 1992                         | Le Premier Accident de Flagada                                             |                                                            | Bouledogue Cassidy et le Kit             |
| 15 mars 1992,       | programmation inexistante avant le 12 juillet 1992                         | L'inécrasable Hindentanic                                                  | Abracadatac remet ça                                       | L'anchois des armes                      |
| 22 mars 1992,       | programmation inexistante avant le 12 juillet 1992                         | Le Sou-fétiche de Picsou                                                   | Singe d'une nuit d'été                                     | Dernier Domicile coconut                 |
| 29 mars 1992,       | programmation inexistante avant le 12 juillet 1992                         | Le Canard au masque de fer                                                 | Les Évadés d'Alchat-traz                                   | Le Bon, la Brute et le Nazo              |
| 5 avril 1992,       | programmation inexistante avant le 12 juillet 1992                         | L'argent n'achète pas tout                                                 | Trois hommes et un poussin                                 | Pour qui sonne le glas : 1re partie      |
| 12 avril 1992,      | programmation inexistante avant le 12 juillet 1992                         | Peur de son ombre                                                          | L'Arrestation d'Hercule Poivron [1/5] et Les Tapis voleurs | Pour qui sonne le glas : 2e partie       |
| 19 avril 1992       | programmation inexistante avant le 12 juillet 1992                         | Docteur Jekyll et Mister Picsou                                            | 20 000 Louis sous les mers                                 | Trois hommes et un grappin               |
| 26 avril 1992,      | programmation inexistante avant le 12 juillet 1992                         | Il était une fois un sou                                                   | À la poursuite de la souris maltaise                       | Baloo la classe                          |
| 3 mai 1992,         | programmation inexistante avant le 12 juillet 1992                         | Tout le monde sur le pont                                                  | Flash le super chien                                       | Va voir momie, papa travaille            |
| 10 mai 1992,        | programmation inexistante avant le 12 juillet 1992                         | Les Gentils Monstres                                                       | Sur les traces de Cher Doc Jones                           | Les oies mousquetaires                   |
| 17 mai 1992,        | programmation inexistante avant le 12 juillet 1992                         | Des histoires de canard                                                    | Les Parents indignes                                       | Un savant fou, fou, fou                  |
| 24 mai 1992,        | programmation inexistante avant le 12 juillet 1992                         | Une marque indélébile                                                      | Rock à la ruche                                            | Mon beau lapin                           |
| 31 mai 1992,        | programmation inexistante avant le 12 juillet 1992                         | Le Canard qui voulait être roi                                             | Qui veut la peau de l'ours du camping ?                    | Elle court, elle court la fourrure       |
| 7 juin 1992,        | programmation inexistante avant le 12 juillet 1992                         | Bubba a des bobos                                                          | Startac                                                    | Un ourson nommé Lama                     |
| 14 juin 1992,       | programmation inexistante avant le 12 juillet 1992                         | Le Départ de Bubba                                                         | Rencontre du deuxième Tac                                  | Becky, j'ai rétréci la gosse             |
| 21 juin 1992,       | programmation inexistante avant le 12 juillet 1992                         | La Caverne d'Ali Bubba                                                     | Les Naufragés du socisso'plane                             | Baloo des sources                        |
| 28 juin 1992,       | programmation inexistante avant le 12 juillet 1992                         | Argent liquide                                                             | Traladdin et la cafetière magique                          | Gastine et Reinette s'en vont en guerre  |
| 5 juillet 1992,     | programmation inexistante avant le 12 juillet 1992                         | Argent glacé                                                               | La Chevauchée des chauves-souris                           | La colle est finie                       |
| 12 juillet 1992,    | L'ourson magique                                                           | Robotic                                                                    | Les Tontons disqueurs                                      | La guerre du froid n'aura pas lieu       |
| 19 juillet 1992,    | Le roi des animaux et Des invités très spéciaux                            | Les rapetous millionnaires                                                 | S.O.S. fantôme à Tac                                       | Les 24 heures du ciel                    |
| 26 juillet 1992,    | Mon héros et Les plumes de Maître Hibou                                    | Les Voleurs venus d'ailleurs                                               | Mystère et cacahuètes                                      | Qui a peur du grand méchant fou          |
| 2 août 1992,        | Un énorme animal et Comme un poisson hors de l'eau                         | Au pays de Tralala                                                         | Syracroco de Bergerac                                      | La grande course autour du son           |
| 9 août 1992,        | Pas d'épisode pour cause d'émission raccourcie du fait des Jeux Olympiques | Pas d'épisode pour cause d'émission raccourcie du fait des Jeux Olympiques | Mixeur impossible                                          | Le Miroir aux Pirates - 1re Partie       |
| 16 août 1992,       | Bourriquet est populaire / Un Détective Particulier                        | Le Jour de l'Argent de Poche                                               | La Grosse Abeille qui monte, qui monte                     | Le Miroir aux Pirates - 2e Partie        |
| 23 août 1992,       | L'emploi du temps de Coco Lapin et Tigrou est dans le bain                 | Bubbéo et Juliette                                                         | La Grande Tactique du train d'or                           | Le Père Noël est une doublure            |
| 30 août 1992,       | Moi et mon ombre et La chasse à la coupe                                   | Le Rapt des Rapetounettes                                                  | Le Coocoo-cola culte                                       | Le facteur grogne toujours deux fois     |

#### Programmation du mercredi
| Date              | La Bande à Picsou                         | Winnie l'Ourson                                              |
| ----------------- | ----------------------------------------- | ------------------------------------------------------------ |
| 9 octobre 1991    | La Ruée vers l'or                         | Une Saint-Valentin particulière                              |
| 16 octobre 1991   | Tremblement de terre                      | La forteresse de Coco Lapin et Le monstre de Franken Winnie  |
| 23 octobre 1991,  | La fontaine de jouvence                   | Où est donc passé Porcinet ? et Winnie apprend à voler       |
| 30 octobre 1991   | Micro canard de l'espace                  | La légende de Bourriquet et Les trois petits Porcinets       |
| 6 novembre 1991   | Un animal de compagnie                    | Le trophée et Il faut rattraper le temps                     |
| 13 novembre 1991  | Le Monde perdu                            | La lune de miel et Le jour de la récolte                     |
| 20 novembre 1991, | L'argent, ça va, ça vient                 | Le message dans la bouteille et La famille de Maître Hibou   |
| 27 novembre 1991, | La couronne perdue de Gengis Khan         | Un appétit perdu et Un rêve ensoleillé                       |
| 4 décembre 1991   | La Perle de la sagesse                    | Quel est le score de Winnie ? et Les invités de Tigrou       |
| 11 décembre 1991  | Le Maître du génie                        | Coco Lapin prend des vacances et Bourriquet jardine          |
| 18 décembre 1991, | Le miroir magique de Miss Tick / Hors-jeu | Le ciel de Winnie                                            |
| 25 décembre 1991  | Sirène d'un jour                          | La guerre des abeilles et Poisson d'avril                    |
| 1er janvier 1992  | Un héros à louer                          | Le chevalier inoubliable                                     |
| 8 janvier 1992,   | Armstrong                                 | Tigrou est la mère des inventions et La chasse à la bestiole |
| 15 janvier 1992,  | Le chevalier Géo de Trouvetou             | L'ultime tunnel et Le jagular de printemps                   |
| 22 janvier 1992   | L'aventure se mérite                      | Tigrou a perdu sa langue                                     |
| 29 janvier 1992   | Le Triangle des Bermudes                  | Ce n'était qu'un rêve                                        |
| 5 février 1992    | Une course étonnante                      | Jean-Christophe grandit                                      |
| 12 février 1992,  | La malédiction du manoir de Picsou        | Un après-midi de chien                                       |
| 19 février 1992   | Bien mal acquis ne profite jamais         | Le bon, la brute et le tigrou                                |
| 26 février 1992   | Super Castor                              | On n'est jamais mieux ailleurs qu'à la maison                |
| 4 mars 1992       | L'hôtel Strangeduck                       | Lucie, ma pelle et La tête dans les nuages                   |
| 11 mars 1992      | La Guerre civile de Flagada Jones         | Winnie le sage et Le rêve impossible                         |
| 18 mars 1992,     | N'abandonnez pas le navire                | Porcinet poète et Un joli filet de voix de Maître Hibou      |
| 25 mars 1992,     | Fausse route vers fausse route            | À chacun son monstre                                         |
| 1er avril 1992    | Les Trois Canards du condor               | Amis pour la vie et Bourriquet est triste                    |
| 8 avril 1992      | Le Canard d'Aquatraz                      | La grande attaque du pot de miel                             |
| 15 avril 1992     | Picsou dans le monde d'Ulysse et d'Homère | Coco Lapin, papa poule                                       |
| 22 avril 1992     | Canards en gelée                          | Le Porcinet qui devient roi                                  |
| 29 avril 1992,    | La cupidité ne paie pas                   | La grande attaque du pot de miel                             |
| 6 mai 1992        | Avalanche d'ennuis pour Picsou            | Le cadeau d'anniversaire et Tigrou perd ses rayures          |
| 13 mai 1992,      | Le numéro un de la finance                | Prisonnier du désordre                                       |
| 20 mai 1992,      | Là où un canard n'est jamais allé         | Quelle vie de baby-sitter !                                  |
| 27 mai 1992,      | Les robots déchaînés                      | Lapin à vendre                                               |
| 3 juin 1992,      | L'ombre de Miss Tick s'en va en guerre    | Autant en emporte le vent                                    |
| 10 juin 1992      | Le tout-à-l'égout                         | La légende du shérif Porcinet                                |
| 17 juin 1992      | Il était une fois un canard dans l'ouest  | Un amour de presse-livres et Un pisteur piégé                |
| 24 juin 1992      | De mal en pis                             | Le sauveur masqué et Un fantôme qui balance                  |
| 1er juillet 1992, | À la mémoire d'un Sphinx                  | Sept ans de malheur et Les protège-oreilles magiques         |
| 8 juillet 1992    | Pas d'émission durant les vacances        | Pas d'émission durant les vacances                           |
| 15 juillet 1992   | Pas d'émission durant les vacances        | Pas d'émission durant les vacances                           |
| 22 juillet 1992   | Pas d'émission durant les vacances        | Pas d'émission durant les vacances                           |
| 29 juillet 1992   | Pas d'émission durant les vacances        | Pas d'émission durant les vacances                           |
| 5 aout 1992       | Pas d'émission durant les vacances        | Pas d'émission durant les vacances                           |
| 12 aout 1992      | Pas d'émission durant les vacances        | Pas d'émission durant les vacances                           |
| 19 aout 1992      | Pas d'émission durant les vacances        | Pas d'émission durant les vacances                           |
| 26 aout 1992      | Pas d'émission durant les vacances        | Pas d'émission durant les vacances                           |

### Courts-métrages classiques diffusés

#### Programmation du dimanche
| Date               | 1er court-métrage              | 2e court-métrage                             |
| ------------------ | ------------------------------ | -------------------------------------------- |
| 1er septembre 1991 | Les Revenants solitaires       | L'Entreprenant M. Duck                       |
| 8 septembre 1991   | Le Déménagement de Mickey      | Le papillon et la flamme                     |
| 15 septembre 1991, | Jazz Band contre Symphony Land | Football d'hier et d'aujourd'hui             |
| 22 septembre 1991  |                                |                                              |
| 29 septembre 1991  | Trois petits orphelins         | Donald le chanceux                           |
| 6 octobre 1991,    | L'Autruche de Donald           | Le magasin de porcelaines                    |
| 13 octobre 1991,   | Petit Poulet (Chicken Little)  | Mickey bienfaiteur                           |
| 20 octobre 1991,   | Cousin de campagne             | La Poule aux œufs d'or                       |
| 27 octobre 1991,   | La Souris volante              | Inventions modernes                          |
| 3 novembre 1991    | Les Bébés de l'océan           | Un dessin-animé avec Mickey, Donald et Dingo |
| 10 novembre 1991,  | Le Pélican et la Bécasse       | L'Ange gardien de Donald                     |
| 17 novembre 1991,  | Ferdinand le taureau           | Le Planeur de Dingo                          |
| 24 novembre 1991,  | Donald fermier                 | Scouts marins                                |
| 1er décembre 1991, | Pluto resquilleur              | Le mouton devient loup                       |
| 8 décembre 1991,   | Pluto soldat                   | Lion de société                              |
| 15 décembre 1991   | Le Petit Frère de Pluto        | Donald au ranch                              |
| 22 décembre 1991   | L'Agenda de Donald             | Le Retour de Toby la tortue                  |
| 29 décembre 1991   | Pluto Junior                   | Trombone en coulisse                         |
| 5 janvier 1992     | Mickey père Noël               | Les Chiens de secours                        |
| 12 janvier 1992    | Pluto somnambule               | Chasseur d'autographes                       |
| 19 janvier 1992,   | Le Dragon mécanique            | Pluto détective                              |
| 26 janvier 1992,   | Plutopia                       | Mickey dans le Grand Nord                    |
| 2 février 1992     | Trappeurs arctiques            | Dingo professeur                             |
| 9 février 1992,    | De l'autre côté du miroir      | Donald forestier                             |
| 16 février 1992,   | Donald garde-champêtre         | Dingo et Dolorès                             |
| 23 février 1992,   | Donald forgeron                | Vive le pogostick                            |
| 1er mars 1992      | Donald et la Sentinelle        |                                              |
| 8 mars 1992        | Un dessin animé sur Pluto      | Un dessin animé sur Donald                   |
| 15 mars 1992,      | Pluto et Mickey Golfeur        | Donald crève                                 |
| 22 mars 1992       | Dingo va à la pêche            | Donald le riveur                             |
| 29 mars 1992,      | Les Enfants des bois           | Donald bûcheron                              |
| 5 avril 1992,      | Pluto et le Raton laveur       | Le Vieux Moulin                              |
| 12 avril 1992      | Chasse gardée                  | Dingo et le Lion                             |
| 19 avril 1992,     | Attention fragile              | Le Camarade de Pluto                         |
| 26 avril 1992,     | Mickey à la plage              | Susie, le petit coupé bleu                   |
| 3 mai 1992,        | Les Amours de Pluto            | L'Œuf du condor géant                        |
| 10 mai 1992,       | Donald et Dingo marins         | À l'attaque !                                |
| 17 mai 1992        | Jardin paradisiaque            | Oiseaux au printemps                         |
| 24 mai 1992        | Le Cousin de Donald            | La Blanchisserie de Donald                   |
| 31 mai 1992,       | Le Dilemme de Donald           | Donald et Pluto                              |
| 7 juin 1992,       | Imagination débordante         | Casey Contre-Attaque                         |
| 14 juin 1992,      | Automaboule                    | Les Revenants solitaires                     |
| 21 juin 1992,      | Pluto et la Cigogne            | L'Entreprenant M. Duck                       |
| 28 juin 1992       | Donald dans le Grand Nord      | Le papillon et la flamme                     |
| 5 juillet 1992,    | Une partie de pop-corn         | La castagne                                  |
| 12 juillet 1992,   | Dingo champion de boxe         | Comment être un marin                        |
| 19 juillet 1992    | Ils sont partis                | Le crime ne paie pas                         |
| 26 juillet 1992,   | Donald flotteur de bois        | Mickey à l'exposition canine                 |
| 2 août 1992,       | Drôle de poussin               | Donald amoureux                              |
| 9 août 1992        | Bons Scouts                    |                                              |
| 16 août 1992,      | Une petite poule avisée        | Donald groom d'hôtel                         |
| 23 août 1992       | Le Rival de Mickey             | Donald, ramenez-le vivant                    |
| 30 août 1992       | Pluto au zoo                   | La Roulotte de Donald                        |

#### Programmation du mercredi
| Date              | La Bande à Picsou                   | Winnie l'Ourson                    |
| ----------------- | ----------------------------------- | ---------------------------------- |
| 9 octobre 1991    | L'Éléphant de Mickey                | Lac Titicaca                       |
| 16 octobre 1991   | Les cochons sont des cochons        | Les Neveux de Donald               |
| 23 octobre 1991,  | Premiers Secours                    | Dingo fait de la natation          |
| 30 octobre 1991   | Le courageux Casey Jones            | Elmer l'éléphant                   |
| 6 novembre 1991   | Soyons associés                     | Le Cirque de Mickey                |
| 13 novembre 1991  | [ 94 ]                              | [ 94 ]                             |
| 20 novembre 1991, |                                     | Donald bagarreur                   |
| 27 novembre 1991, | Maurice le Petit Élan               | La chasse au tigre                 |
| 4 décembre 1991   | Les Fourmis de Donald               | Comment avoir un accident          |
| 11 décembre 1991  | Dingo détective                     | Donald et les Grands Espaces       |
| 18 décembre 1991, | Donald a des ennuis                 | Un os pour deux                    |
| 25 décembre 1991  | Donald et son arbre de Noël         | Joujoux brisés                     |
| 1er janvier 1992  | Symphonie d'une cour de ferme       | Donald capitaine des pompiers      |
| 8 janvier 1992,   | Le Lièvre et la Tortue              | Le Petit Indien                    |
| 15 janvier 1992,  | L'Arche du Père Noé                 | La Cigale et la Fourmi             |
| 22 janvier 1992   | Qui a tué le rouge-gorge ?          |                                    |
| 29 janvier 1992   | Mickey pompier                      | Donald et le Gorille               |
| 5 février 1992    | Dingo joue au baseball              | Pluto faisant ses courses          |
| 12 février 1992,  | La Petite Maison                    | Dingo champion olympique           |
| 19 février 1992   | Papa Dingo                          | Anybourg                           |
| 26 février 1992   | Mascotte de l'armée                 | Dingo chassant le rhinocéros       |
| 4 mars 1992       | Dingo toréador                      |                                    |
| 11 mars 1992      | Tends la patte                      | Chevalier d'un jour                |
| 18 mars 1992,     | Le Chat, le Chien et la Dinde       | Dingo architecte                   |
| 25 mars 1992,     | Donald visite le parc de Brownstone | Dingo cow-boy                      |
| 1er avril 1992    | Donald fait du camping              | Comment faire de l'équitation      |
| 8 avril 1992      | L'orchestre de Mickey               | Nettoyeurs de carreaux             |
| 15 avril 1992     | Le Goûter d'anniversaire            | Les Quintuplés de Pluto            |
| 22 avril 1992     | Le Jardin de Mickey                 | Pluto acrobate                     |
| 29 avril 1992,    | Le Perroquet de Mickey              | Chien d'arrêt                      |
| 6 mai 1992        | Pluto et la tortue                  | Chasseurs de baleines              |
| 13 mai 1992,      | Pluto bandit                        | Don Donald                         |
| 20 mai 1992,      | Le petit oiseau va sortir           | Le petit âne                       |
| 27 mai 1992,      | Gai gai baignons nou                | Comment être un bon nageur         |
| 3 juin 1992,      | Murice le Petit Elan                | Trois petits orphelins             |
| 10 juin 1992      | Donald est de sortie                | Grand Opéra                        |
| 17 juin 1992      | Le Miel de Donald                   | Le Grand Méchant Loup              |
| 24 juin 1992      | Le magasin de porcelaine            | L'Ange gardien de Donald           |
| 1er juillet 1992, | [ 128 ]                             | [ 128 ]                            |
| 8 juillet 1992    | Pas d'émission durant les vacances  | Pas d'émission durant les vacances |
| 15 juillet 1992   | Pas d'émission durant les vacances  | Pas d'émission durant les vacances |
| 22 juillet 1992   | Pas d'émission durant les vacances  | Pas d'émission durant les vacances |
| 29 juillet 1992   | Pas d'émission durant les vacances  | Pas d'émission durant les vacances |
| 5 aout 1992       | Pas d'émission durant les vacances  | Pas d'émission durant les vacances |
| 12 aout 1992      | Pas d'émission durant les vacances  | Pas d'émission durant les vacances |
| 19 aout 1992      | Pas d'émission durant les vacances  | Pas d'émission durant les vacances |
| 26 aout 1992      | Pas d'émission durant les vacances  | Pas d'émission durant les vacances |

#### Programmation du samedi
| Date                    | Vacances | 1er court-métrage                                                                                             | 2e court-métrage                                                                                              |
| ----------------------- | -------- | --- | --- |
| Samedi 4 juillet 1992,  | Été      | Le Clown de la jungle                                                                                         | Papa Pluto |
| Samedi 11 juillet 1992, | Été      | On jeûnera demain                                                                                             | Pique-nique sur la plage                                                                                      |
| Samedi 18 juillet 1992, | Été      | Bonne nuit Donald                                                                                             | Pluto est de garde                                                                                            |
| Samedi 25 juillet 1992, | Été      | Donald et le Fakir                                                                                            | Comment dormir en paix                                                                                        |
| Samedi 1er août 1992,   | Été      | Inventions nouvelles                                                                                          | Pas de second court-métrage en août                                                                           |
| Samedi 8 aout 1992      | Été      | Pas d'émission le samedi 8 août pour cause de diffusion des finales de boxe aux Jeux olympiques d'été de 1992 | Pas d'émission le samedi 8 août pour cause de diffusion des finales de boxe aux Jeux olympiques d'été de 1992 |
| Samedi 15 aout 1992,    | Été      | Le Procès de Donald                                                                                           | Pas de second court-métrage en août                                                                           |
| Samedi 22 aout 1992,    | Été      | Voix de rêve                                                                                                  | Pas de second court-métrage en août                                                                           |
| Samedi 29 aout 1992,    | Été      | Pluto joue à la main chaude,                                                                                  | Pas de second court-métrage en août                                                                           |

## Séries télévisées diffusées durant les vacances
| Date                    | Vacances | Le Chevalier lumière                                                                                          | Ma vie de baby-sitter                                                                                         |
| ----------------------- | -------- | --- | --- |
| Samedi 4 juillet 1992,  | Été      | "La fête de l'école"                                                                                          | Episode un "Le Pari"                                                                                          |
| Samedi 11 juillet 1992, | Été      | "La Théorie de la relativité"                                                                                 | Episode deux "Ma sensibilité"                                                                                 |
| Samedi 18 juillet 1992, | Été      | "Ceintures grises"                                                                                            | Episode trois "Soins aux jeunes enfants"                                                                      |
| Samedi 25 juillet 1992, | Été      | "Sacrés voisins"                                                                                              | Episode quatre: "Le Fils de King-Kong"                                                                        |
| Samedi 1er août 1992,   | Été      | "Double jeu"                                                                                                  | Episode cinq: "Le plan", Épisode six : "Rendez-vous manqué"                                                   |
| Samedi 8 aout 1992      | Été      | Pas d'émission le samedi 8 août pour cause de diffusion des finales de boxe aux Jeux olympiques d'été de 1992 | Pas d'émission le samedi 8 août pour cause de diffusion des finales de boxe aux Jeux olympiques d'été de 1992 |
| Samedi 15 aout 1992,    | Été      | "Mon père est le plus fort"                                                                                   | Episode sept : "Fausse alerte", Épisode huit : "Le journal intime"                                            |
| Samedi 22 aout 1992,    | Été      | "Drôle de clochard"                                                                                           | Episode neuf : "Diner aux chandelles", Épisode dix : "Règlement de comptes"                                   |
| Samedi 29 aout 1992,    | Été      | "Éducation sentimentale",                                                                                     | Episode onze : "Un gigantesque gougat", Épisode douze : "Vice-versa"                                          |

## Promotion de l'émission

### Histoires dérivées des séries diffusées
Afin de permettre une promotion de l'émission, et ainsi retourner l'aide promotionnelle faîte par l'émission en faveur de ces journaux, des histoires dérivées des séries diffusées furent ainsi publiées. En comptant à la fois les publications faites dans le Journal de Mickey et le Disney Club Vacances, on atteint pour cette saison 24 histoires diffusées, ce qui correspond au maximum des volumes des publications des saisons précédentes et suivantes, avec 22 histoires pour la première saison, 17 histoires pour la seconde saison et 22 histoires pour la quatrième saison.

#### Dans leJournal de Mickey
Au cours de cette quatrième, la nouvelle série étant Super Baloo, les publications de l'hebdomadaire ce sont donc focalisés sur ce personnage. Il est toutefois à noter la poursuite d'une certaine baisse des histoires diffusées depuis le début de l'émission avec onze histoires publiées dans le Journal de Mickey pour cette saison (contre vingt-deux histoires pour la saison 1 et quinze histoires pour la saison 2).
Publications pour La Bande à Picsou:
- Fugue en Zaza mineur (histoire FJM 91235 publiée le 6 septembre 1991)[3]
- Incunable, mais vrai ! (histoire FJM 91239 publiée le 15 novembre 1991)[95]

Publications pour Super Baloo:
- Pagailles dans les airs (histoire KZ 1890 publiée le 30 aout 1991)[1]
- Super Noël (histoire FJM 91240 publiée le 20 décembre 1991)[27]
- Le faux coupable (histoire FJM 92201 publiée le 10 janvier 1992)[33]
- Le Hollandais volant (histoire FJM 92202 publiée le 7 février 1992)[107]
- Il ne faut pas jouer avec les amulettes (histoire FJM 92203 publiée le 28 février 1992)[45]
- Le pays de l'oubli (histoire FJM 92206 publiée le 24 avril 1992)[54]
- Taupe Gun (histoire FJM 92207 publiée le 15 mai 1992)[60]
- Silence, on triche ! (histoire FJM 92209 publiée le 5 juin 1992)[66]
- Vertiges (histoire FJM 92214 publiée le 21 aout 1992)[83]

#### Dans leDisney Club Vacances
À l'inverse du Journal de Mickey, le bimestriel de l'émission a continué de voir augmenter le nombre d'histoires dérivées des séries diffusées dans l'émission. En effet le nombre total d'histoires publiées est de treize pour cette saison (contre deux pour la saison 2).
Publications pour La Bande à Picsou:
- Le trésor des Tuxucans (histoire D89079 publiée le 16 octobre 1991)[146]
- Le secret du volcan (histoire D89149 publiée le 18 décembre 1991)[147]
- Les péripéties d'un poisson (histoire S88056 publiée le 18 décembre 1991)[147]
- Le chef-d’œuvre de Waddington (histoire D89095 publiée le 19 février 1992)[148]
- Le cercle du samouraï (histoire D90037 publiée le 15 avril 1992)[149]

Publications pour Tic et Tac, les rangers du risque:
- Opération "Disparition" (histoire S88221 publiée le 16 octobre 1991)[146]
- La chasse aux perles (histoire S88188 publiée le 19 février 1992)[148]
- Le trafic canin (histoire S088231 publiée le 19 février 1992)[148]
- Sale temps pour les héros (histoire KC2590 publiée le 15 avril 1992)[149]
- Cauchemar pour les rangers (histoire KZ2690 publiée le 22 juillet 1992)[150]

Publications pour Super Baloo:
- Deux débiles à bord (histoire KJB003 publiée le 16 octobre 1991)[146]
- Piège pour un aviateur (histoire KJB005 publiée le 18 décembre 1991)[147]
- Super Baloo contre les pirates du ciel (histoire KZ4290 publiée le 22 juillet 1992)[150]